# Robert McAlmon

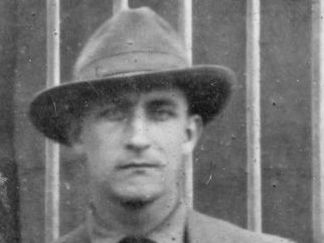
Robert McAlmon, 1923

Robert Menzies McAlmon (9 de marzo de 1896 - 2 de febrero de 1956) fue un escritor, poeta y editor estadounidense que vivió durante muchos años en París, donde trabó amistad con los grandes escritores de la época: Ernest Hemingway, Gertrude Stein, James Joyce, etc.
Uno de sus libros más conocidos es Village: As It Happened Through a Fifteen Year Period (1924), que presenta el desolado retrato de una pequeña ciudad norteamericana. El libro recoge una semblanza afectuosa de Eugene Vidal, padre del escritor Gore Vidal, con quien McAlmon había crecido en Dakota del Sur.